# HIV/AIDS
Hội chứng nhiễm virus gây suy giảm miễn dịch ở người (viết tắt HIV/AIDS); tiếng Anh: human immunodeficiency virus infection / acquired immunodeficiency syndrome; hoặc SIDA theo tiếng Pháp Syndrome d'immunodéficience acquise), còn gọi là bệnh liệt kháng (tê liệt khả năng đề kháng), là một dạng bệnh tấn công vào hệ miễn dịch, gây ra do bị nhiễm virus gây suy giảm miễn dịch ở người (HIV).
HIV lây truyền chủ yếu qua quan hệ tình dục không an toàn (bao gồm cả quan hệ tình dục qua đường hậu môn và thậm chí bằng miệng), qua việc truyền máu hoặc dùng chung kim tiêm với người nhiễm bệnh (tuy nhiên việc bị muỗi đốt không làm lây HIV), và từ mẹ sang con: trong khi mang thai, khi sinh (lây truyền chu sinh), hoặc khi cho con bú. Một số chất dịch của cơ thể như nước bọt và nước mắt không lây truyền HIV.
HIV truyền từ các loài linh trưởng khác sang con người ở tây-trung Phi vào đầu đến giữa thế kỉ 20. AIDS được công nhận đầu tiên bởi Trung tâm kiểm soát và phòng ngừa dịch bệnh Hoa Kỳ vào năm 1981 và nguyên nhân của nó—nhiễm HIV—được xác định vào đầu thập niên này. Nhiễm HIV ở người được Tổ chức Y tế Thế giới (WHO) xem như là đại dịch. Năm 2009, toàn thế giới có 1,8 triệu người mắc bệnh AIDS, đã giảm so với mức đỉnh là 2,1 triệu người trong năm 2004. Khoảng 260.000 trẻ em chết vì AIDS trong năm 2009. Ước tính vẫn có khoảng 2,6 triệu người mới bị nhiễm HIV trong năm 2009.
Giai đoạn đầu khi vừa nhiễm virus, người bệnh thường có những triệu chứng giống bệnh cúm trong một thời gian ngắn. Sau đó, bệnh nhân không có dấu hiệu gì trong một thời gian dài. Khi bệnh tiến triển, nó gây ảnh hưởng ngày càng nhiều đến hệ miễn dịch, làm cho bệnh nhân dễ mắc phải các nhiễm trùng, như các loại nhiễm trùng cơ hội hoặc các khối u, là những bệnh mà người có hệ miễn dịch hoạt động bình thường khó có thể mắc phải. Hầu hết những người nhiễm HIV-1 nếu không được chữa trị sẽ tiến triển sang giai đoạn AIDS. Người bệnh thường chết do nhiễm trùng cơ hội hoặc do các bệnh ác tính liên quan đến sự giảm sút của hệ thống miễn dịch. HIV tiến triển sang AIDS theo một tỷ lệ biến thiên phụ thuộc vào sự tác động của các virus, cơ thể vật chủ, và yếu tố môi trường; hầu hết sẽ chuyển sang giai đoạn AIDS trong vòng 10 năm sau khi nhiễm HIV: một số trường hợp chuyển rất sớm, một số lại lâu hơn.

## Hội chứng suy giảm miễn dịch mắc phải

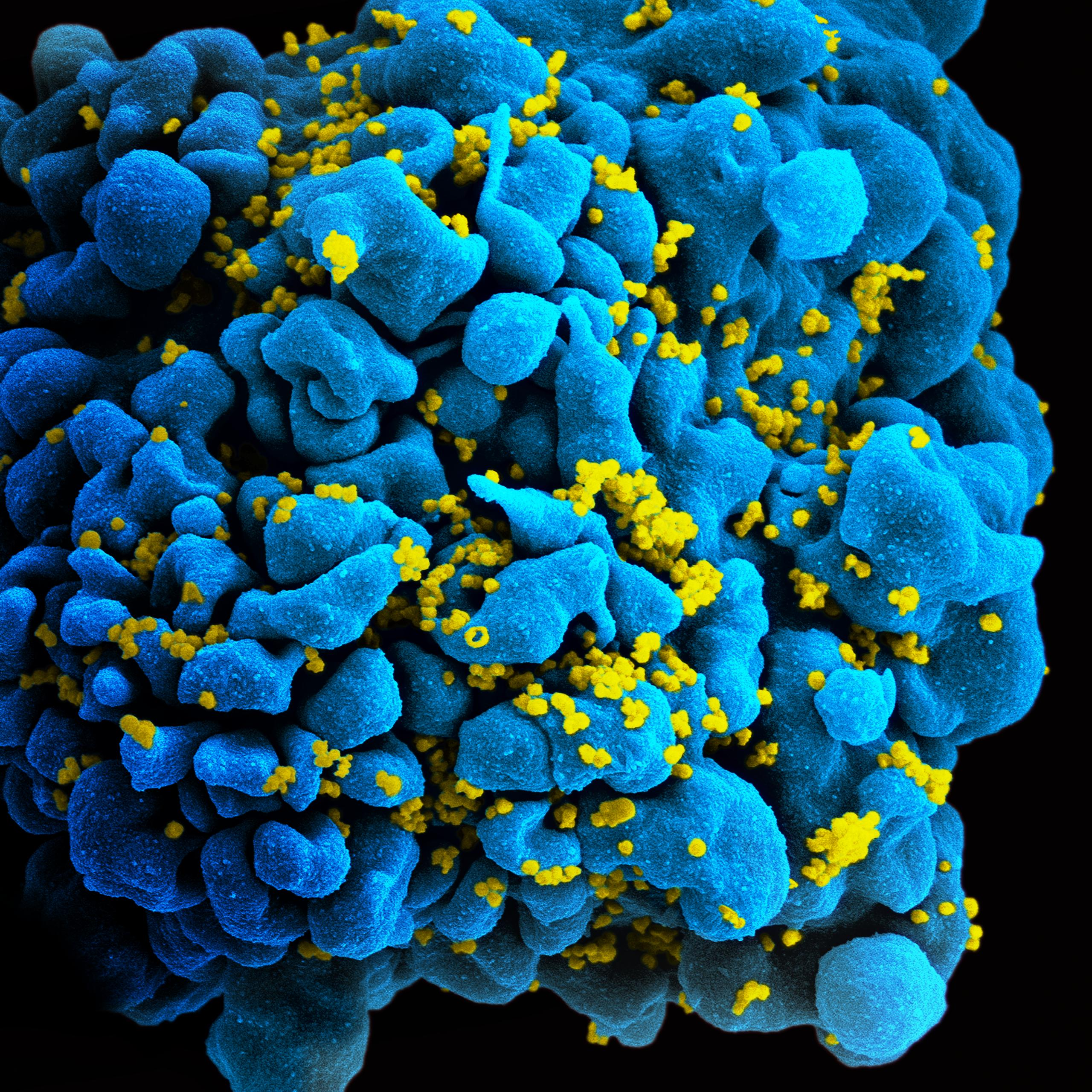
Một tế bào T bị nhiễm HIV (màu vàng xanh), qua kính hiển vi điện tử quét

Hội chứng: nhóm các biểu hiện (triệu chứng) như: sốt, tiêu chảy, sụt cân, nổi hạch... do một căn bệnh nào đó gây ra.
Suy giảm miễn dịch: Hệ miễn dịch là hệ thống phòng ngự bảo vệ cơ thể chống lại các mầm bệnh từ ngoài xâm nhập vào cơ thể, suy giảm miễn dịch là tình trạng hệ miễn dịch trở nên yếu, giảm hoặc không có khả năng chống lại sự tấn công của các tác nhân gây bệnh.
Mắc phải: Không do di truyền mà do bị lây nhiễm trong cuộc sống. Tổ chức Y tế Thế giới ước tính rằng đến cuối năm 2009 sẽ có 37,2 triệu người lớn và 2,2 triệu trẻ em sống với HIV. Trong năm 2004, 4,9 triệu người đã bị nhiễm và 3,1 triệu chết vì AIDS. Từ năm 1981, AIDS đã giết 23,1 triệu người trong tổng cộng 79,9 triệu trường hợp. Ở Châu Phi, tuổi thọ đã giảm trong các thập kỉ vừa qua chỉ vì tử vong do AIDS và ung thư Kaposi, một khối u xuất hiện ở bệnh nhân AIDS, hiện nay là khối u phổ biến nhất được báo cáo ở các nước hạ Sahara.
AIDS được phát hiện lần đầu tiên ở những người đàn ông đồng tính luyến ái và những người tiêm ma tuý vào tĩnh mạch vào thập niên 1980. Sang thập niên 1990 hội chứng này đã trở thành một dịch bệnh toàn cầu và vào năm 2004 58 phần trăm người bị AIDS là phụ nữ. Mặc dù những người đồng tính luyến ái nam và những người gốc Phi tiếp tục hứng chịu tỉ lệ AIDS theo đầu người cao nhất, phần lớn nạn nhân hiện nay là những người dị tính luyến ái nam và nữ, và trẻ em, ở các nước đang phát triển.

## Dấu hiệu và triệu chứng

Đồ thị tổng quát về mối quan hệ giữa số lượng các bản sao chép của HIV (tải lượng virus) và số lượng tế bào T-CD4^{+} trung bình các ca nhiễm HIV không được điều trị, tất nhiên đối với từng cá nhân cụ thể có thể khác nhau đáng kể.
số lượng tế bào T-CD4^{+} (tế bào/µL)
Bản sao RNA của HIV mỗi mL huyết tương

Nhiễm HIV-1 dẫn đến sự suy giảm cấp tiến số lượng tế bào T-CD4+ và tăng tải lượng virus cũng như nồng độ HIV trong máu. Có thể xác định giai đoạn nhiễm bệnh bằng cách đo số lượng tế bào T-CD4+ và tải lượng virus của bệnh nhân.
Nhiễm HIV có 3 giai đoạn: giai đoạn nhiễm trùng cấp tính (còn gọi là nhiễm trùng tiên phát), giai đoạn tiềm ẩn và giai đoạn AIDS. Nhiễm trùng cấp tính kéo dài trong vài tuần và có thể bao gồm các triệu chứng như nổi hạch (sưng hạch bạch huyết), sốt, viêm họng, phát ban, đau cơ, khó chịu, lở loét miệng và thực quản. Giai đoạn tiềm ẩn không có triệu chứng và có thể kéo dài từ hai tuần đến hai mươi năm hoặc hơn, tùy thuộc vào từng cá nhân. Giai đoạn AIDS là giai đoạn cuối của nhiễm HIV, được xác định bởi số lượng tế bào T-CD4+ thấp (ít hơn 200 trong một microlit), những bệnh nhiễm trùng cơ hội, ung thư và các tình trạng khác.
Một tỷ lệ nhỏ các cá thể bị nhiễm HIV-1 vẫn giữ số lượng tế bào T-CD4+ ở mức cao mà không cần liệu pháp kháng retrovirus. Tuy nhiên, hầu hết vẫn có thể phát hiện thông qua tải lượng virus và cuối cùng cũng sẽ tiến triển thành AIDS, mặc dù chậm hơn so với những người khác. Những người này được phân loại là những HIV controller hoặc long-term nonprogressor (LTNP). Những bệnh nhân có thể duy trì số lượng tế bào T-CD4+ đồng thời có tải lượng virus thấp hoặc không thể phát hiện được trên lâm sàng mà không cần điều trị kháng retrovirus được gọi là những elite controller hoặc elite suppressor (ES).

### Giai đoạn cấp tính

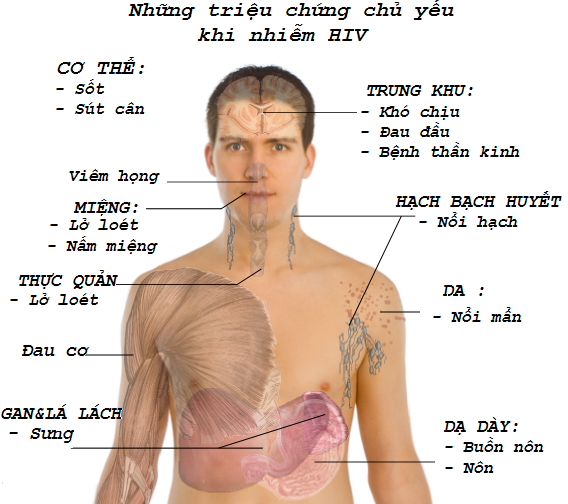
Những triệu chứng chính của giai đoạn nhiễm HIV cấp tính.

Nhiễm HIV thường xảy ra bằng cách đưa các chất dịch cơ thể từ người bị nhiễm bệnh vào cơ thể của một người không bị nhiễm bệnh. Giai đoạn virus nhân lên một cách nhanh chóng xảy ra ngay sau đó, dẫn đến có nhiều virus trong máu ngoại biên. Ở giai đoạn này, mức HIV có thể lên đến vài triệu hạt virus trong mỗi ml máu.
Phản ứng này đi kèm với việc lưu lượng tế bào T-CD4+ bị giảm đáng kể. Trong tất cả các bệnh nhân, mức virus này thực tế là do sự hoạt hóa của các tế bào T-CD8+ đã giết chết những tế bào bị nhiễm HIV, sau đó sản sinh các kháng thể hoặc biến đổi huyết thanh. Phản ứng của tế bào T-CD8+ được cho là quan trọng trong việc kiểm soát mức virus từ mức cao trở thành suy giảm dần, và phục hồi số lượng tế bào T-CD4+. Phản ứng của tế bào T-CD8+ tốt sẽ làm tiến triển bệnh chậm hơn và việc dự đoán bệnh tốt hơn, mặc dù nó không thể loại trừ được virus.
Trong thời gian này (thường là 2-4 tuần sau khi phơi nhiễm), hầu hết các bệnh nhân (80-90%) sẽ mắc bệnh cúm hoặc bệnh gần giống như bệnh bạch cầu đơn nhân, gọi chung là nhiễm HIV cấp tính, có thể với các triệu chứng phổ biến bao gồm sốt, nổi hạch, viêm họng, phát ban, đau cơ, khó chịu, lở miệng và thực quản, và ít phổ biến hơn còn có các triệu chứng như nhức đầu, buồn nôn và nôn, sưng gan/lá lách, giảm cân, bệnh tưa miệng, và các triệu chứng thần kinh. Từng cá thể bị nhiễm bệnh có thể có 1 hoặc vài triệu chứng này, cũng có trường hợp không xuất hiện bất cứ triệu chứng nào. Thời gian của các triệu chứng là khác nhau, trung bình kéo dài 28 ngày và ngắn nhất thường là một tuần.
Do tính chất không rõ ràng của những triệu chứng này, cho nên bệnh nhân thường không nhận ra việc bị nhiễm HIV. Ngay cả khi bệnh nhân đến khám bác sĩ hay bệnh viện, họ thường sẽ được chẩn đoán nhầm là bị một trong các bệnh nhiễm khuẩn thông thường với các triệu chứng tương tự. Hệ quả là, những triệu chứng tiên phát này không được sử dụng để chẩn đoán nhiễm HIV, vì không phải tất cả các trường hợp nhiễm HIV đều xuất hiện những triệu chứng này và phần lớn lại giống triệu chứng của các bệnh thông thường khác. Tuy nhiên, nhận biết hội chứng là việc rất quan trọng, bởi vì bệnh nhân có thể dễ lây bệnh cho nhiều người trong giai đoạn này.

### Giai đoạn mãn tính
Sự bảo vệ mạnh mẽ của hệ miễn dịch sẽ làm giảm số lượng của các hạt virus trong máu, chuyển sang giai đoạn nhiễm HIV mãn tính. Giai đoạn này có thể kéo dài từ 2 tuần cho đến 20 năm tùy theo từng trường hợp. Trong suốt giai đoạn mãn tính, HIV hoạt động trong các hạch bạch huyết, làm cho các hạch này thường bị sưng do phản ứng với một số lượng lớn virus bị kẹt trong mạng lưới các tế bào tua hình nang (FDC). Các mô giàu tế bào CD4+ xung quanh cũng có thể bị nhiễm bệnh, các hạt virus tích tụ cả trong các tế bào bị nhiễm và ở dạng virus tự do. Trong giai đoạn này bệnh nhân vẫn có khả năng lây bệnh, tế bào T CD4+ CD45RO+ mang theo tải lượng virus nhiều nhất, và việc bắt đầu sớm điều trị kháng retrovirus sẽ cải thiện đáng kể thời gian sống.

### Giai đoạn cuối (AIDS)
Khi số lượng các tế bào CD4+ giảm xuống dưới mức 200 tế bào trên 1uL máu, sự miễn dịch qua trung gian tế bào gần như đã bị vô hiệu. Khi đó, người bệnh sẽ xuất hiện nhiễm trùng do một loạt các vi sinh vật cơ hội gây ra. Các triệu chứng đầu tiên thường bao gồm giảm cân vừa phải và không giải thích được, nhiễm trùng đường hô hấp tái phát (như viêm xoang, viêm phế quản, viêm tai giữa, viêm họng), viêm tuyến tiền liệt, phát ban da, và loét miệng.
Nhiễm trùng cơ hội và các khối u phổ biến ở người bình thường sẽ bị tế bào miễn dịch trung gian CD4+ khống chế sau đó chúng mới ảnh hưởng đến người bệnh. Đặc trưng của mất sức đề kháng là sẽ nhanh chóng bị nhiễm vi nấm Candida species gây nên bệnh nấm miệng (còn gọi là đẹn trắng hay tưa miệng) hoặc nhiễm vi khuẩn hiếu khí Mycobacterium tuberculosis (MTB) gây bệnh lao. Sau đó, các virus herpes tiềm ẩn sẽ được kích hoạt gây tái phát ngày càng nặng hơn các tổn thương đau đớn phun trào do herpes simplex, bệnh zona, ung thư hạch bạch huyết do virus Epstein-Barr và ung thư Kaposi's sarcoma.
Viêm phổi do nấm Pneumocystis jirovecii cũng phổ biến và thường gây tử vong. Trong giai đoạn cuối của AIDS, đáng chú ý là những bệnh nhiễm cytomegalovirus (một loại virus herpes) hoặc nhiễm Mycobacterium avium complex. Không phải tất cả các bệnh nhân AIDS đều bị tất cả các bệnh nhiễm trùng hoặc các khối u trên, nhưng có các loại khối u và các bệnh nhiễm trùng khác ít nổi bật hơn nhưng vẫn đáng kể.

## Lây truyền
| Truyền máu                                                                                         | 90%        |
| Sinh sản (mẹ sang con)                                                                             | 25%        |
| Dùng chung kim chích ma túy                                                                        | 0.67%      |
| Kim châm qua da                                                                                    | 0.30%      |
| Người nhận trong giao hợp qua đường hậu môn*                                                       | 0.04–3.0%  |
| Người cho trong giao hợp qua đường hậu môn*                                                        | 0.03%      |
| Người nhận (nữ) trong giao hợp âm đạo - dương vật*                                                 | 0.05–0.30% |
| Người cho (nam) trong giao hợp âm đạo - dương vật*                                                 | 0.01–0.38% |
| Dùng miệng để quan hệ tình dục*§                                                                   | 0–0.04%    |
| Để người khác quan hệ tình dục bằng miệng với mình*§                                               | 0–0.005%   |
| * không sử dụng bao cao su § nguồn đề cập đến giao hợp bằng miệng được thực hiện với người đàn ông |            |

Bệnh nhân AIDS và người nhiễm HIV là nguồn truyền nhiễm duy nhất của virus HIV. Không có ổ chứa nhiễm trùng ở động vật. Tất cả mọi người điều có khả năng cảm nhiễm HIV, không phân biệt sắc tộc, tuổi tác, sức khoẻ...
HIV được phân lập từ máu, tinh dịch, dịch tiết âm đạo, nước bọt, nước mắt, sữa mẹ, nước tiểu và các dịch khác của cơ thể, nhưng nhiều nghiên cứu về dịch tễ học cho thấy rằng chỉ có máu, tinh dịch và dịch tiết âm đạo đóng vai trò quan trọng trong việc lây truyền HIV. Do đó chỉ có 3 phương thức hay đường lây truyền chính của HIV, trong đó HIV-2 có xác suất truyền qua đường mẹ sang con và quan hệ tình dục ít hơn HIV-1.

### Tình dục

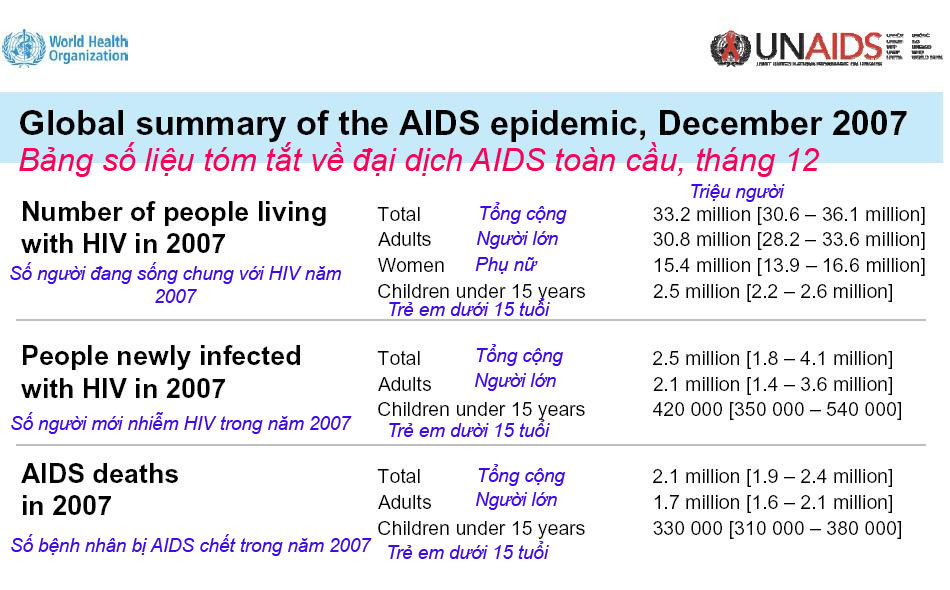
Tình trạng nhiễm HIV trong năm 2007.

Phần lớn HIV lây qua đường quan hệ tình dục không an toàn. Ước tính tỷ lệ nhiễm HIV/AIDS trên thế giới qua đường tình dục chiếm khoảng 75%. Việc chủ quan đối với HIV đóng một vai trò quan trọng trong nguy cơ bị lây bệnh. Lây truyền qua đường tình dục có thể xảy ra khi chất tiết sinh dục của một bạn tình có chứa virus, tiếp xúc với niêm mạc sinh dục, miệng, hoặc trực tràng của người còn lại. Nguy cơ lây nhiễm qua một lần giao hợp với người nhiễm HIV là 0,1% đến 1%. Ở các quốc gia có thu nhập cao, nguy cơ nữ lây truyền cho nam là 0,04% cho mỗi lần quan hệ và nam truyền cho nữ là 0,08%. Vì những lý do khác nhau, nguy cơ này cao hơn từ 4 đến 10 lần ở các nước có thu nhập thấp. Người nhận trong giao hợp qua đường hậu môn có nguy cơ bị lây nhiễm cao hơn nhiều, 1,7% cho mỗi lần quan hệ.
Người nào có nhiều bạn tình, đồng thời quan hệ tình dục không an toàn thì càng có nguy cơ lây nhiễm HIV. Mắc các bệnh lây truyền qua đường tình dục như giang mai, lậu... đều làm tăng nguy cơ lây nhiễm HIV lên gấp 20 lần.
Các nghiên cứu năm 1999 về việc sử dụng bao cao su cho thấy rằng nếu sử dụng bao cao su đúng cách sẽ làm giảm nguy cơ lây truyền qua đường tình dục của HIV khoảng 85%. Tuy nhiên, chất diệt tinh trùng thực sự có thể làm tăng tỷ lệ lây truyền.
Những thử nghiệm đối chứng ngẫu nhiên, trong đó, nam giới chưa cắt bao quy đầu được phân ngẫu nhiên để được giải phẫu cắt bao quy đầu trong điều kiện vô trùng và được tư vấn đã được thực hiện tại Nam Phi, Kenya, và Uganda, kết quả cho thấy mức độ lây nhiễm HIV trong đường tình dục nữ truyền cho nam giảm xuống 60%, 53%, và 51%, tương ứng với từng quốc gia. Từ kết quả này, WHO và Ban Thư ký UNAIDS đã triệu tập một nhóm chuyên gia để "khuyến cáo rằng nam giới cắt bao quy đầu được công nhận như là một sự can thiệp bổ sung quan trọng để giảm nguy cơ lây nhiễm HIV trong quan hệ tình dục dị tính luyến ái đối với nam giới". Đối với trường hợp nam có quan hệ tình dục với nam, không có đủ bằng chứng để chứng minh nam giới cắt bao quy đầu sẽ bảo vệ chống lại nhiễm HIV hoặc nhiễm những bệnh lây truyền qua đường tình dục khác.
Các nghiên cứu về lây truyền HIV ở phụ nữ đã cắt bộ phận sinh dục (FGC) đã báo cáo các kết quả khác nhau, nhưng với một số bằng chứng cho rằng việc này làm tăng nguy cơ lây truyền.
Theo báo cáo về các nghiên cứu trong năm 2007 của Cochrane Collaboration, thì các chương trình nhằm mục đích khuyến khích việc tiết chế tình dục trong giới trẻ ở những nước phát triển, đồng thời cũng thực hiện các chiến lược cổ động và giáo dục về tình dục an toàn cho những đối tượng đã có quan hệ tình dục, có thể làm giảm trong ngắn hạn và dài hạn những hành vi có rủi ro lây nhiễm HIV.

### Đường máu
HIV có trong máu toàn phần và các thành phần của máu như hồng cầu, tiểu cầu, huyết tương, các yếu tố đông máu. Do đó HIV có thể được truyền qua máu hay các sản phẩm của máu có nhiễm HIV. Nguy cơ lây truyền qua đường máu có tỷ lệ rất cao, trên 90%. Kể từ năm 1985, sau khi có các xét nghiệm sàng lọc phát hiện kháng thể kháng HIV, nguy cơ lây truyền theo đường máu ở nhiều nước đã giảm đi rõ rệt bởi các mẫu máu nhiễm HIV sẽ bị loại bỏ. Tuy nhiên ngay cả khi xét nghiệm máu cho kết quả âm tính, khả năng lây nhiễm HIV vẫn có thể xảy ra, do máu được lấy ở người mới bị nhiễm HIV, người đó đang ở trong "thời kỳ cửa sổ" của quá trình nhiễm HIV. Nguy cơ này xảy ra nhiều ở những nơi có tỷ lệ nhiễm HIV cao, đặc biệt ở những nơi mà người cho máu chuyên nghiệp cao và họ thường thay đổi địa điểm cho máu.
Nếu vết thương hở tiếp xúc với máu bị nhiễm HIV thì sẽ bị lây truyền. Các đối tượng dễ bị lây nhiễm qua đường máu là những người tiêm chích ma túy, những bệnh nhân mắc bệnh rối loạn đông máu di truyền (bệnh ưa chảy máu), người nhận trong quá trình truyền máu (mặc dù tại hầu hết các nước thì máu khi dùng để truyền cho người bệnh đều đã được xét nghiệm HIV để loại bỏ từ trước) và các sản phẩm máu. Lây truyền HIV qua đường máu cũng là vấn đề lo ngại đối với những người được chăm sóc y tế tại các khu vực có vệ sinh không đạt tiêu chuẩn thông thường trong việc sử dụng các dụng cụ tiêm chích, chẳng hạn như việc tái sử dụng kim tiêm để dùng cho nhiều người ở các nước thế giới thứ ba. 
HIV cũng truyền qua các dụng cụ xuyên, chích qua da chưa được tiệt trùng như bơm kim tiêm (tiêm chích ma túy), kim xâu tai, dao cạo râu... khi các dụng cụ đó có dính máu nhiễm HIV.
Lây truyền trong chăm sóc y tế: Nhân viên y tế như y tá, nhân viên phòng thí nghiệm, và các bác sĩ cũng là đối tượng rủi ro cao, mặc dù hiếm xảy ra hơn. Kể từ khi việc lây nhiễm HIV qua đường máu được phát hiện thì các nhân viên y tế cần tránh không tiếp xúc với máu bằng cách sử dụng các biện pháp dự phòng phổ quát. Trong quá trình xăm, xâu khuyên, và rạch da thì cả người thực hiện lẫn người được làm cũng đều dễ bị lây nhiễm HIV qua đường máu nếu các dụng cụ không được tiệt trùng kỹ càng.
HIV được tìm thấy với nồng độ thấp trong nước bọt, nước mắt, và nước tiểu của các cá nhân bị nhiễm bệnh, nhưng không có trường hợp nào bị lây nhiễm bởi những chất tiết này được ghi nhận và nguy cơ tiềm năng lây truyền là không đáng kể. Việc bị muỗi đốt không thể làm lây truyền HIV.

### Mẹ lây truyền sang con
Việc lây truyền virus từ mẹ sang con có thể xảy ra trong tử cung (trong thời kỳ mang thai), trong quá trình chuyển dạ (sinh con), hoặc thông qua việc cho con bú. Trong trường hợp không điều trị, tỷ lệ lây truyền giữa mẹ và con lên đến khoảng 25%. Tuy nhiên, với sự kết hợp điều trị bằng thuốc kháng virus và mổ lấy thai thì nguy cơ này có thể được giảm xuống rất thấp, dưới 1%. Sau khi sinh thì có thể ngăn ngừa lây truyền bằng cách tránh hoàn toàn nuôi con bằng sữa mẹ, tuy nhiên, điều này liên quan đáng kể đến các bệnh khác. Cho con bú hoàn toàn bằng sữa mẹ và cung cấp điều trị dự phòng kháng virus mở rộng cho trẻ sơ sinh cũng có hiệu quả trong việc tránh lây truyền. UNAIDS ước tính có 430.000 trẻ em bị nhiễm HIV trên toàn thế giới trong năm 2008 (19% là các ca nhiễm mới), chủ yếu là từ đường mẹ sang con, và thêm 65.000 ca lây nhiễm đã được ngăn chặn thông qua việc cung cấp điều trị dự phòng kháng virus cho phụ nữ nhiễm HIV dương tính.

## Sinh lí bệnh

Chu trình nhân lên của HIV

Sau khi virus xâm nhập vào cơ thể, có một giai đoạn nhân lên nhanh chóng, dẫn đến sự bùng phát của virus trong máu ngoại vi. Trong quá trình lây nhiễm tiên phát, mức độ HIV có thể đạt tới vài triệu hạt vi rút trên một mililít máu. Phản ứng này đi kèm với sự sụt giảm rõ rệt số lượng tế bào CD4+ T trong màu. Nhiễm virut cấp tính gần như liên quan đến việc kích hoạt tế bào CD8+ T, tiêu diệt tế bào nhiễm HIV và sau đó sản xuất kháng thể hoặc chuyển đảo huyết thanh. Phản ứng của tế bào CD8+ T  được cho là rất quan trọng trong việc kiểm soát mức độ vi rút, đạt mức cao nhất và sau đó giảm dần, khi số lượng tế bào CD4+ T phục hồi. Đáp ứng tế bào CD8+ T tốt có liên quan đến tiến triển bệnh chậm hơn và tiên lượng tốt hơn, mặc dù nó không loại bỏ được virus.
Cuối cùng, HIV gây ra AIDS bằng cách làm cạn kiệt tế bào T CD4+. Điều này làm suy yếu hệ thống miễn dịch và dẫn đến nhiễm trùng cơ hội. Các tế bào T rất cần thiết cho phản ứng miễn dịch và không có chúng, cơ thể không thể chống lại nhiễm trùng hoặc tiêu diệt các tế bào ung thư. Cơ chế của sự suy giảm tế bào T CD4+ khác nhau trong các giai đoạn cấp tính và mãn tính. Trong giai đoạn cấp tính, ly giải tế bào do HIV và tiêu diệt tế bào bị nhiễm bởi các tế bào T CD8+ chiếm sự suy giảm tế bào T CD4+, mặc dù sự chết rụng tế bào cũng có thể là một yếu tố. Trong giai đoạn mãn tính, hậu quả của việc kích hoạt miễn dịch tổng quát cùng với việc mất dần khả năng của hệ thống miễn dịch để tạo ra các tế bào T mới dường như giải thích cho sự suy giảm chậm số lượng tế bào T CD4+
Mặc dù các triệu chứng suy giảm miễn dịch đặc trưng của AIDS không xuất hiện trong nhiều năm, phần lớn sự mất tế bào T CD4+ xảy ra trong những tuần đầu tiên của nhiễm trùng, đặc biệt là ở niêm mạc ruột, nơi chứa phần lớn các tế bào lympho được tìm thấy trong cơ thể. Lý do làm mất các tế bào T CD4+ niêm mạc là do phần lớn các tế bào T CD4+ niêm mạc chứa thành phần protein CCR5 mà HIV sử dụng như một đồng thụ thể để tiếp cận các tế bào, trong khi chỉ một phần nhỏ các tế bào T CD4+ trong máu tương tự. Một thay đổi di truyền cụ thể làm thay đổi protein CCR5 khi có trong cả hai nhiễm sắc thể ngăn ngừa nhiễm HIV-1 rất hiệu quả.
HIV tìm kiếm và phá hủy CCR5 bộc phát bên trong tế bào T CD4+ trong khi nhiễm trùng cấp tính. Một sự phản ứng miễn dịch mạnh mẽ cuối cùng chuyển sang quá trình kiểm soát nhiễm trùng và bắt đầu giai đoạn tiềm ẩn lâm sàng. Các tế bào T CD4+ trong các mô niêm mạc đặc biệt vẫn bị ảnh hưởng. Sự sao chép liên tục của HIV xảy ra khiến cho tình trạng kích hoạt miễn dịch tổng quát vẫn tồn tại trong suốt giai đoạn mãn tính.  Do đó, sự kích hoạt miễn dịch, được phản ánh bởi trạng thái kích hoạt tăng của các tế bào miễn dịch và giải phóng các cytokine tiền viêm, là kết quả từ hoạt động của một số sản phẩm gen HIV và đáp ứng miễn dịch đối với sự nhân lên của HIV đang diễn ra. Nó cũng liên quan đến sự phá vỡ hệ thống giám sát miễn dịch của hàng rào niêm mạc đường tiêu hóa gây ra bởi sự suy giảm của các tế bào T CD4+ trong giai đoạn cấp tính của căn bệnh.

## Chẩn đoán
Các xét nghiệm HIV được sử dụng để phát hiện sự hiện diện của virus HIV trong huyết thanh, nước bọt hoặc nước tiểu. Các xét nghiệm như vậy có thể phát hiện các kháng thể, kháng nguyên hoặc RNA. Giai đoạn cửa sổ là thời gian từ khi bị nhiễm trùng cho đến khi xét nghiệm có thể phát hiện bất kỳ thay đổi nào. Thời gian cửa sổ trung bình với xét nghiệm kháng thể HIV-1 là 25 ngày đối với phân nhóm B. Xét nghiệm kháng nguyên cắt giảm thời gian cửa sổ xuống còn khoảng 16 ngày và xét nghiệm axit nucleic (NAT) tiếp tục giảm thời gian này xuống còn 12 ngày.

## Phòng ngừa
Phòng chống lây nhiễm HIV, chủ yếu thông qua các chương trình trao đổi kim tiêm và tình dục an toàn, là một chiến dịch quan trọng để kiểm soát sự lây lan của căn bệnh này. Tăng cường việc nhận thức và các biện pháp phòng ngừa đối với người dân cũng đóng một vai trò quan trọng. Liệu pháp gen được đề nghị là biện pháp khả thi để ngăn ngừa hoặc điều trị nhiễm HIV.

### Trước phơi nhiễm
Theo nghiên cứu, dự phòng trước phơi nhiễm (tiếng Anh: Pre-exposure prophylaxis, viết tắt là PrEP) mang lại hiệu quả phòng ngừa cao nếu được sử dụng đúng theo chỉ dẫn, làm giảm nguy cơ nhiễm HIV lên đến 99%.

### Sau phơi nhiễm
Năm 2007, Trung tâm Kiểm soát và Phòng ngừa Bệnh tật của Hoa Kì khuyến cáo phác đồ thuốc HIV 28 ngày cho những người tin là họ đã tiếp xúc với virus. Phác đồ này đã được chứng minh có hiệu quả ngăn ngừa virus gần 100% nếu bệnh nhân áp dụng điều trị trong vòng 24 giờ sau phơi nhiễm. Độ hiệu quả giảm còn 52% nếu áp dụng điều trị trong 48 giờ; phác đồ này không được khuyến cáo dùng nếu quá 48 giờ sau phơi nhiễm.

### Vắc-xin HIV
Hiện tại không có vaccine nào để phòng ngừa lây nhiễm HIV, và cũng không có một liệu pháp nào có thể loại bỏ hoàn toàn vi-rút HIV ra khỏi cơ thể. Hiện đang có các nghiên cứu tìm vắc-xin ngừa HIV và phát triển thuốc mới kháng retrovirus. Cũng đang có một số thử nghiệm ở người.

## Điều trị
Tuy bệnh không thể chữa khỏi và cũng không có vắc-xin chủng ngừa, nhưng điều trị bằng thuốc kháng virus (ARV) có thể làm chậm tiến trình của bệnh và kéo dài tuổi thọ của người bệnh thêm 8-12 năm, thậm chí lâu hơn nếu uống đều đặn và đủ liều. Thuốc kháng HIV cần phải được uống mỗi ngày, nếu không thì virus có thể nhanh chóng vượt khỏi kiểm soát và trở nên kháng thuốc. Ngay cả khi HIV chuyển sang giai đoạn AIDS với những triệu chứng đặc trưng, thì việc điều trị bằng kháng retrovirus cũng có thể kéo dài tuổi thọ của bệnh nhân ước tính trung bình là hơn 5 năm (thống kê năm 2005). Trong khi đó, nếu không điều trị bằng kháng retrovirus thì bệnh nhân AIDS thường sẽ chết trong vòng 1 năm. Tuy điều trị bằng thuốc kháng virus có thể làm giảm nguy cơ tử vong và các biến chứng từ bệnh này, nhưng thuốc rất tốn kém và có thể gây ra các tác dụng phụ về sức khỏe cho người sử dụng.
Điều trị bằng thuốc kháng retrovirus có thể làm giảm cả hai tỉ lệ tử vong và bệnh tật ở người nhiễm HIV. Mặc dù thuốc kháng retrovirus vẫn không có sẵn để dùng rộng rãi, nhưng việc mở rộng các chương trình điều trị bằng thuốc kháng retrovirus từ năm 2004 đã làm giảm số lượng các ca tử vong do AIDS và số ca nhiễm mới ở nhiều nơi trên thế giới. Những người sống chung với AIDS hiện nay có thể kéo dài và cải thiện chất lượng cuộc sống bằng liệu pháp điều trị kháng vi-rút, hay còn gọi là ART (viết tắt của Anti- Retroviral Therapy). ART là liệu pháp điều trị sử dụng các thuốc kháng vi-rút, hay còn gọi là thuốc ARV (Anti-retrovirus). Các thuốc ARV này có tác dụng làm chậm sự nhân lên của HIV trong cơ thể, do đó làm tăng khả năng miễn dịch và giảm khả năng mắc các nhiễm trùng cơ hội.
Lựa chọn điều trị lý tưởng hiện tại bao gồm các kết hợp ("cocktail") hai hay nhiều loại thuốc kháng retrovirus như hai chất ức chế reverse transcriptase giống nucleoside (NRTI), và một chất ức chế protease hoặc một chất thuốc ức chế reverse transcriptase non-nucleoside (NNRTI). Với điều trị như vậy, kết quả cho thấy HIV không phát hiện được (âm tính) lặp đi lặp lại nhiều lần, nhưng nếu ngưng điều trị lượng virus trong cơ thể sẽ tăng nhanh chóng. Cũng có lo ngại cuối cùng sẽ xuất hiện đề kháng thuốc với phác đồ đó. Những năm gần đây thuật ngữ "điều trị kháng retrovirus tích cực cao" (highly-active anti-retroviral therapy, HAART) thường được dùng để chỉ cách thức điều trị này. Tuy nhiên, điều không may là phần lớn số người bệnh trên thế giới không tiếp cận được các điều trị HIV và AIDS.

## Tiên lượng

Tử vong do HIV/AIDS trên triệu người năm 2012:
0
1–4
5–12
13–34
35–61
62–134
135–215
216–458
459–1,402
1,403–5,828

HIV/AIDS đã trở thành mãn tính chứ không phải là một căn bệnh gây tử vong cấp tính ở nhiều khu vực trên thế giới. Tiên lượng khác nhau giữa từng người và cả số lượng CD4 và tải lượng vi-rút đều hữu ích cho các kết quả dự đoán. Nếu không điều trị, thời gian sống sót trung bình sau khi nhiễm HIV được ước tính là 9 đến 11 năm, tùy thuộc vào phân nhóm HIV. Sau khi chẩn đoán AIDS, nếu không có phương pháp điều trị, thời gian sống sót dao động từ 6 đến 19 tháng. Liệu pháp kháng retrovirus có hoạt tính cao (HAART) và phòng ngừa thích hợp các bệnh nhiễm trùng cơ hội giúp giảm 80% tỷ lệ tử vong và tăng tuổi thọ cho một thanh niên mới được chẩn đoán mắc bệnh lên 20–50 năm. Con số này nằm giữa hai phần ba và gần bằng tuổi thọ của dân số chung. ations Programme on HIV/AIDS  Nếu bắt đầu điều trị muộn khi nhiễm trùng, tiên lượng sẽ không tốt: ví dụ, nếu bắt đầu điều trị sau khi chẩn đoán AIDS, kỳ vọng sống là ~10–40 năm. Một nửa số trẻ sơ sinh nhiễm HIV chết trước hai tuổi mà không được điều trị. 

## Dịch tễ học
Từ khi phát hiện ra HIV vào năm 1981 cho đến năm 2006, AIDS đã giết chết hơn 25 triệu người. Theo số liệu năm 2006, khoảng 0,6% dân số thế giới bị nhiễm HIV. Năm 2009, toàn thế giới có 1,8 triệu người mắc bệnh AIDS, đã giảm so với mức đỉnh là 2,1 triệu người trong năm 2004. Khoảng 260.000 trẻ em chết vì AIDS trong năm 2009. Một con số không cân xứng của số người tử vong do AIDS ở vùng Châu Phi hạ Sahara đã làm chậm tăng trưởng kinh tế và làm trầm trọng thêm gánh nặng của nghèo đói. Trong năm 2005, ước tính ở châu Phi có khoảng 26 triệu người bị nhiễm HIV, kết quả là một ước lượng tối thiểu sẽ có 18 triệu trẻ mồ côi. Ước tính vẫn có khoảng 2,6 triệu người mới bị nhiễm HIV trong năm 2009.

## Lịch sử
Cả HIV-1 và HIV-2 đều được cho là có nguồn gốc từ các loài linh trưởng không phải người ở Tây-trung Phi, và lây truyền sang người vào đầu thế kỉ 20. AIDS được công nhận đầu tiên bởi Trung tâm kiểm soát và phòng ngừa dịch bệnh Hoa Kỳ (CDC) vào năm 1981 và nguyên nhân của nó—nhiễm HIV—được xác định vào đầu thập niên 1980. Báo cáo khoa học đầu tiên về HIV/AIDS được công bố vào ngày 5 tháng 6 năm 1981, khi Trung tâm Kiểm soát và Phòng ngừa Dịch bệnh Hoa Kỳ mô tả những trường hợp nhiễm trùng phổi hiếm gặp ở nhóm nam đồng tính luyến ái tại Los Angeles. Sau đó, những ca nhiễm trùng hiếm gặp ở nam quan hệ tình dục đồng tính cũng được báo cáo từ các đô thị trên khắp nước Mỹ, thúc đẩy nhiều cuộc điều tra khoa học hơn. CDC từng đề cập đến bệnh này là "bệnh 4H", do triệu chứng có vẻ tác động đến người sử dụng heroin, người đồng tính (homosexual), người bệnh hemophilia, và người Haiti. Thuật ngữ GRID, viết tắt của "suy giảm miễn dịch liên quan đến người đồng tính nam" (gay-related immune deficiency), đã được đặt ra. Tuy nhiên, sau khi xác định rằng AIDS không chỉ khu trú ở cộng đồng đồng tính nam, người ta nhận ra thuật ngữ GRID gây hiểu nhầm, và thuật ngữ AIDS được giới thiệu trong một cuộc họp vào tháng 7 năm 1982. Đến tháng 9 năm 1982, CDC bắt đầu đề cập đến bệnh này với tên AIDS. Việc chủ quan đối với HIV càng làm tăng nguy cơ bị lây bệnh.

## Xã hội và văn hóa

### Định kiến

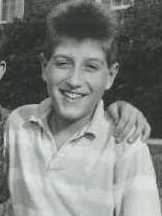
Ryan White trở thành hình tượng trẻ em bị nhiễm HIV sau khi bị cho nghỉ học vì bị nhiễm bệnh.

Sự kỳ thị AIDS tồn tại trên khắp thế giới theo nhiều cách khác nhau, bao gồm tẩy chay, từ chối, phân biệt đối xử và tránh những người nhiễm HIV; xét nghiệm HIV bắt buộc mà không có sự đồng ý trước hoặc bảo vệ bí mật cho họ; bạo lực đối với những người nhiễm HIV hoặc những người được coi là nhiễm HIV; và cách ly những người nhiễm HIV. Bạo lực liên quan đến kỳ thị hoặc nỗi sợ bạo lực ngăn cản nhiều người tìm kiếm xét nghiệm HIV, quay lại lấy kết quả hoặc đảm bảo điều trị, có thể biến một căn bệnh mãn tính có thể kiểm soát được thành bản án tử hình và tiếp tục lây lan HIV.

### Quan niệm sai lầm
Có nhiều quan niệm sai lầm về HIV và AIDS. Ba quan niệm sai lầm là AIDS có thể lây lan qua tiếp xúc thông thường, quan hệ tình dục với một trinh nữ sẽ chữa khỏi bệnh AIDS, và HIV chỉ có thể lây nhiễm cho những người đồng tính nam và những người sử dụng ma túy. Vào năm 2014, một số người dân Anh đã lầm tưởng rằng một người có thể nhiễm HIV từ việc hôn (16%), dùng chung ly (5%), khạc nhổ (16%), ngồi trong nhà vệ sinh công cộng (4%), và ho hoặc hắt hơi (5%).

## Nghiên cứu
Nghiên cứu về HIV/AIDS bao gồm tất cả nghiên cứu y học cố gắng ngăn ngừa, điều trị hoặc chữa khỏi HIV/AIDS, cùng với nghiên cứu cơ bản về bản chất của HIV như một tác nhân truyền nhiễm và về AIDS là căn bệnh do HIV gây ra.
Nhiều chính phủ và viện nghiên cứu tham gia nghiên cứu về HIV/AIDS. Nghiên cứu này bao gồm hành vi can thiệp sức khỏe như giáo dục giới tính và phát triển thuốc, như nghiên cứu về thuốc diệt vi khuẩn đối với các bệnh lây truyền qua đường tình dục, vắc-xin HIV và thuốc kháng virus. Các lĩnh vực nghiên cứu y học khác bao gồm các chủ đề dự phòng trước phơi nhiễm, dự phòng sau phơi nhiễm, cắt bao quy đầu và HIV. Các nhân viên y tế công cộng, nhà nghiên cứu và chương trình y tế công cộng có thể có được bức tranh toàn cảnh hơn về những rào cản mà họ gặp phải cũng như hiệu quả của các phương pháp điều trị và phòng ngừa HIV hiện tại bằng cách theo dõi các chỉ số HIV tiêu chuẩn. Việc sử dụng các chỉ báo chung ngày càng được các tổ chức phát triển và nhà nghiên cứu chú trọng.